# سوراگا
س

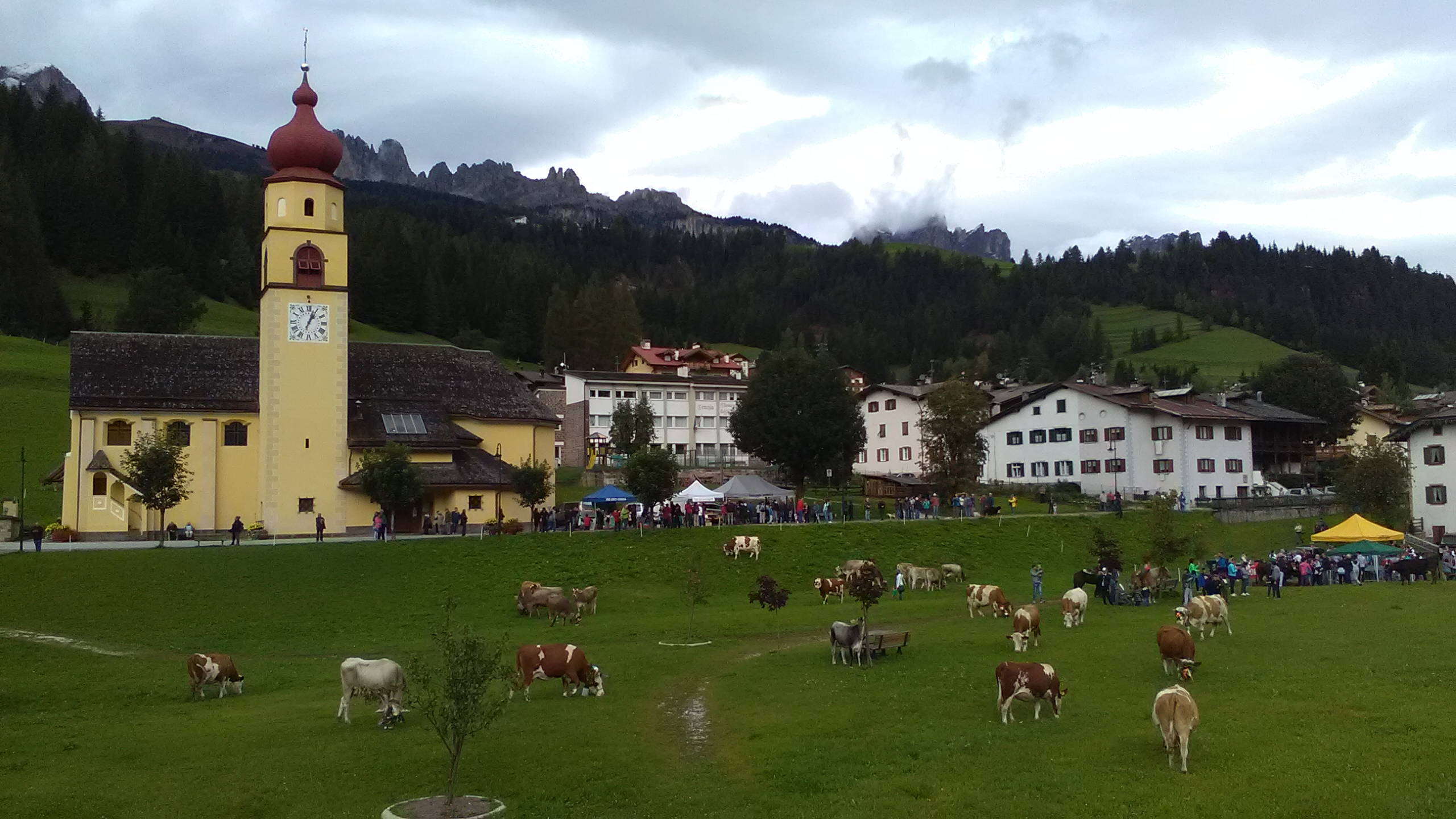
سوراگا

سوراگا (به ایتالیایی: Soraga) یک کومونه در ایتالیا است که در ترنتینو واقع شده‌است.

## خصوصیات
سوراگا ۱۹٫۶ کیلومترمربع مساحت و ۶۸۲ نفر جمعیت دارد و ۱٬۲۰۷ متر بالاتر از سطح دریا واقع شده‌است.